# SK Fürstenfeld
| SK Fürstenfeld           |                                                                        |
| Gegründet:               | 1959                                                                   |
| Anzahl der Mannschaften: | 3                                                                      |
| Obmann:                  | Siegfried Posch                                                        |
| Vereinslokal:            | Gasthof Fröhlich Hauptstrasse 11                                       |
| Homepage:                | schachfuerstenfeld.at/ (Memento vom 11. März 2016 im Internet Archive) |
| Stand: 16. Jänner 2013   |                                                                        |

Der SK Fürstenfeld, in der Langform Schachklub Fürstenfeld ist ein 1959 gegründeter Schachverein in der Stadt Fürstenfeld in der Steiermark. Der Verein gehört mit dreijähriger Unterbrechung seit der Saison 1992/93 der österreichischen Schachbundesliga an. Auf der Erfolgskarte des Vereins steht der zweite Platz in der Saison 2003/04 an oberster Stelle.

## Geschichte
Nach Überlieferungen wurde das königliche Spiel in Fürstenfeld bereits in den 1920er Jahren wettkampfmäßig betrieben. Ludwig Patheisky blieb es vorbehalten 1948 Interessierte für das organisierte Schachspiel zu begeistern; er war auch der erste Obmann des SK Fürstenfeld. Dennoch sollte es bis 1959 dauern, ehe unter Obmann Viktor Lattmanig Schwung in den Vereinsbetrieb kam, da nicht nur Schachspieler aus Fürstenfeld, sondern auch aus der Umgebung angesprochen wurden. Der SK Fürstenfeld entwickelte sich in der Folge organisatorisch und von der Spielstärke her zu einem starken Provinzverein. Nach dem Ableben von Viktor Lattmanig 1965 folgten Gerhard Michelitsch und Ludwig Patheisky, der in der Folge zum Ehrenobmann gewählt wurde, nach und setzten diese Aufbauarbeit fort. Mit der Spielstärke der Aktiven konnte auch die Stärke des Vereins kontinuierlich gesteigert werden. Der SK Fürstenfeld wurde zu einem Leistungsträger des steirischen Schachgeschehens.

### Aufstieg in die Schach-Staatsliga
In der Saison 1991/92 war es endlich so weit. Der SK Fürstenfeld sicherte sich in der Staatsliga B Süd den Meistertitel und war damit für das Aufstiegsturnier in die Staatsliga A qualifiziert, das von 1. bis 3. Mai 1992 in Fürstenfeld stattfand. Die Steirer nützten in dem packenden Turnier, das bis zuletzt offen verlief, dabei ihren „Heimvorteil“. Nach Siegen über den 1. Wiener Neustädter SV (3,5:2,5 Brettpunkte), den SK Absam (3,5:2,5) und die SG Ottakring/Sandleiten (4,5:1,5) feierten sie den viel umjubelten Turniersieg, für den in erster Linie die Spieler auf den hinteren Brettern – der ungarische Legionär IM János Rigó kam auf Brett 1 nur zu einem Punkt – verantwortlich zeichneten. Damit konnten sie sich erstmals für die Schach-Staatsliga qualifizieren. Noch vor dem großen Favoriten SK Absam setzte sich der 1. Wiener Neustädter SV auf dem zweiten Platz und stieg damit ebenfalls auf.
Der SK Fürstenfeld etablierte sich in der Folge zu einem festen Bestandteil der Schachstaatsliga A. Der Klassenerhalt wurde in den folgenden Jahren souverän geschafft. Lediglich in der Saison 1999/00 mussten die Fürstenfelder zittern, als der SK Zell am Ziller gerade einmal um einen halben Brettpunkt distanziert werden konnte.
Im Gründungsjahr der Bundesliga, der Saison 2003/04 erzielte der SV Fürstenfeld mit dem Vizestaatsmeistertitel den bislang größten Erfolg in der Vereinsgeschichte. Nachdem in der Saison 2004/05 der dritte Platz erreicht werden konnte, kam 2005/06 das überraschende Aus. Trotz nahezu unverändertem Kader kam man über den zehnten Rang nicht hinaus, weil einige Leistungsträger ausließen. Da der neuntplatzierte SV Schwarzach seine Mannschaft aus dem Bewerb zurückzog, hätte man dessen Platz einnehmen und den Klassenerhalt doch noch sichern können. Der SK Fürstenfeld verzichtete jedoch aus sportlichen Gründen darauf und trat den Weg in die Staatsliga B an.

### Wiederaufstieg in die Bundesliga
Der SK Fürstenfeld nützte die folgenden beiden Jahre zur sportlichen Konsolidierung. Bereits in der Saison 2007/08 reichte es der 2. Bundesliga Mitte zum Vizemeistertitel hinter dem SV St. Veit an der Glan.
In der Saison 2008/09 war es dann so weit. Der SK Fürstenfeld sicherte sich mit einem Vorsprung von 4,0 Brettpunkten gegenüber der SG Wolfsberg den Meistertitel in der 2. Bundesliga Mitte und kehrte in die Schachbundesliga zurück. Der Kader setzte sich aus folgenden Spielen zusammen: GM József Pintér (Ungarn; 4,0 Punkte / 5 Spiele), IM Gergely-Andras-Gyula Szabo (Rumänien, 1,0/2), IM Andreas Schenk (Deutschland; 4,5/8), 4 IM Günter Kuba (Österreich; 5,0/11), IM Markus Wach (Österreich; 4,0/6), FM Georg Kilgus (Österreich; 7,5/11), FM Anton Postl (Österreich; 0,0/1), Florian Pötz (Österreich; 9,5/11), Georg Radnetter (Österreich; 5,5/9) und  Christoph Rabel (Österreich; 2,0/2).
Seitdem gehört der SK Fürstenfeld wieder der österreichischen Schachbundesliga an und erreichte zuletzt mit den Plätzen sechs (2009/10), vier (2010/11) und vier (2011/12) durchaus beachtenswerte Resultate.
Im Jahr 2011 hatte der SK Fürstenfeld abermals Grund zu jubeln, denn die zweite Mannschaft sicherte sich den steirischen Landesmeistertitel, womit der Verein in der Saison 2011/12 erstmals mit zwei Teams in der Bundesliga vertreten war. Für den SK Fürstenfeld ein wichtiger Erfolg, da dadurch ein systematischer Aufbau ermöglicht wird.

## Eingesetzte Spieler
| Legende: | P  | = Punkte       | SP  | = Spiele                  |
|          | GM | = Großmeister  | IM  | = Internationaler Meister |
|          | FM | = FIDE-Meister | WGM | = Großmeister der Frauen  |

### Staatsliga
Diese Tabelle listet alle in der Schach-Staatsliga (bis 2002/03) eingesetzten Spieler des SK Fürstenfeld samt deren Abschneiden auf. Spieler, die zwar auf der Kaderliste standen, jedoch nicht zum Einsatz kamen, sind in dieser Liste nicht enthalten.
| Titel | Spieler              | Nationalität | 1992/93 8. Platz | 1992/93 8. Platz | 1993/94 3. Platz | 1993/94 3. Platz | 1994/95 8. Platz | 1994/95 8. Platz | 1995/96 5. Platz | 1995/96 5. Platz | 1996/97 6. Platz | 1996/97 6. Platz | 1997/98 3. Platz | 1997/98 3. Platz | 1998/99 7. Platz | 1998/99 7. Platz | 1999/00 10. Platz | 1999/00 10. Platz | 2000/01 7. Platz | 2000/01 7. Platz | 2001/02 8. Platz | 2001/02 8. Platz | 2002/03 8. Platz | 2002/03 8. Platz |
| Titel | Spieler              | Nationalität | P                | SP               | P                | SP               | P                | SP               | P                | SP               | P                | SP               | P                | SP               | P                | SP               | P                 | SP                | P                | SP               | P                | SP               | P                | SP               |
| GM    | Zoltán Almási        | Ungarn       | –                | –                | –                | –                | 4,0              | 6                | 4,5              | 6                | 0,5              | 2                | 2,0              | 3                | 3,5              | 5                | 5,0               | 8                 | 2,0              | 3                | 4,5              | 7                | 3,0              | 6                |
| IM    | Siegfried Baumegger  | Österreich   | –                | –                | –                | –                | –                | –                | 6,5              | 11               | 7,0              | 11               | 4,0              | 10               | 4,5              | 11               | 5,5               | 11                | 4,5              | 11               | 2,5              | 11               | 4,5              | 11               |
| IM    | Harald Casagrande    | Österreich   | –                | –                | –                | –                | –                | –                | –                | –                | –                | –                | –                | –                | 6,0              | 11               | –                 | –                 | –                | –                | –                | –                | –                | –                |
|       | Markus Demuth        | Österreich   | –                | –                | –                | –                | –                | –                | 1,0              | 2                | 1,5              | 3                | 1,0              | 3                | 1,5              | 2                | 1,0               | 3                 | –                | –                | –                | –                | –                | –                |
| IM    | Tibor Fogarasi       | Ungarn       | 1,5              | 3                | 2,0              | 4                | –                | –                | –                | –                | –                | –                | –                | –                | –                | –                | –                 | –                 | –                | –                | –                | –                | –                | –                |
| IM    | Manfred Freitag      | Österreich   | 5,0              | 11               | 7,0              | 11               | 6,0              | 11               | 2,5              | 10               | 7,5              | 11               | 6,0              | 10               | 5,5              | 11               | 5,5               | 11                | –                | –                | –                | –                | –                | –                |
| FM    | Erich Frosch         | Österreich   | 4,0              | 11               | 9,0              | 10               | 3,0              | 11               | –                | –                | –                | –                | –                | –                | –                | –                | –                 | –                 | –                | –                | –                | –                | –                | –                |
|       | Norbert Gelbmann     | Österreich   | –                | –                | –                | –                | –                | –                | –                | –                | 0,0              | 2                | –                | –                | –                | –                | –                 | –                 | –                | –                | –                | –                | –                | –                |
| GM    | Peter Heine Nielsen  | Dänemark     | –                | –                | –                | –                | –                | –                | –                | –                | –                | –                | 5,5              | 9                | 1,0              | 3                | –                 | –                 | –                | –                | 3,0              | 4                | –                | –                |
|       | Michael Ivancsics    | Österreich   | –                | –                | –                | –                | –                | –                | –                | –                | 0,5              | 3                | 2,0              | 3                | 2,0              | 3                | 2,0               | 3                 | –                | –                | 1,0              | 3                | –                | –                |
| FM    | Georg Kilgus         | Österreich   | –                | –                | –                | –                | –                | –                | –                | –                | –                | –                | –                | –                | –                | –                | –                 | –                 | –                | –                | –                | –                | 5,5              | 10               |
| FM    | Günter Kuba          | Österreich   | –                | –                | –                | –                | –                | –                | –                | –                | –                | –                | –                | –                | –                | –                | 1,0               | 3                 | 2,0              | 3                | 6,0              | 11               | 6,0              | 11               |
| IM    | Mladen Muše          | Deutschland  | –                | –                | –                | –                | –                | –                | –                | –                | –                | –                | 1,5              | 2                | –                | –                | –                 | –                 | –                | –                | –                | –                | –                | –                |
| GM    | Igor-Alexandre Nataf | Frankreich   | –                | –                | –                | –                | –                | –                | –                | –                | –                | –                | –                | –                | –                | –                | –                 | –                 | 7,0              | 11               | –                | –                | –                | –                |
| GM    | József Pintér        | Ungarn       | –                | –                | –                | –                | –                | –                | –                | –                | 5,0              | 7                | 2,5              | 5                | 3,5              | 6                | 1,5               | 3                 | 4,5              | 8                | 2,0              | 3                | 5,0              | 9                |
| IM    | Gábor Pirisi         | Ungarn       | –                | –                | –                | –                | 1,5              | 2                | –                | –                | –                | –                | –                | –                | –                | –                | –                 | –                 | –                | –                | –                | –                | –                | –                |
| FM    | Johann Pöcksteiner   | Österreich   | –                | –                | –                | –                | –                | –                | –                | –                | 0,0              | 1                | –                | –                | –                | –                | –                 | –                 | –                | –                | –                | –                | –                | –                |
| IM    | Dirk Poldauf         | Deutschland  | –                | –                | –                | –                | –                | –                | –                | –                | –                | –                | 2,0              | 3                | 2,0              | 3                | 3,0               | 8                 | –                | –                | –                | –                | –                | –                |
| FM    | Anton Postl          | Österreich   | 4,5              | 11               | 6,5              | 9                | 5,0              | 11               | 5,0              | 11               | 5,5              | 11               | 5,5              | 9                | 2,0              | 9                | 1,5               | 2                 | 6,0              | 11               | 5,0              | 7                | 4,5              | 9                |
|       | Martin Riedner       | Österreich   | 3,5              | 11               | –                | –                | –                | –                | –                | –                | –                | –                | –                | –                | –                | –                | –                 | –                 | –                | –                | –                | –                | –                | –                |
| IM    | János Rigó           | Ungarn       | –                | –                | 2,0              | 5                | 2,0              | 3                | 7,0              | 11               | –                | –                | –                | –                | –                | –                | –                 | –                 | –                | –                | –                | –                | 1,5              | 3                |
|       | Bernd Sorg           | Deutschland  | –                | –                | –                | –                | –                | –                | –                | –                | –                | –                | –                | –                | –                | –                | 0,5               | 3                 | –                | –                | –                | –                | –                | –                |
|       | Günther Thallinger   | Österreich   | 5,0              | 11               | 5,0              | 9                | 3,0              | 6                | –                | –                | 1,0              | 3                | 0,5              | 3                | –                | –                | –                 | –                 | –                | –                | –                | –                | –                | –                |
| FM    | Marco Thinius        | Deutschland  | –                | –                | –                | –                | –                | –                | –                | –                | –                | –                | –                | –                | 1,0              | 2                | 1,0               | 3                 | –                | –                | –                | –                | –                | –                |
| GM    | Tibor Tolnai         | Ungarn       | 4,0              | 8                | 2,5              | 7                | 1,5              | 4                | 2,5              | 4                | –                | –                | –                | –                | –                | –                | –                 | –                 | –                | –                | –                | –                | –                | –                |
| IM    | Markus Wach          | Österreich   | –                | –                | 6,5              | 11               | 6,0              | 11               | 5,0              | 11               | 5,5              | 10               | –                | –                | –                | –                | 3,0               | 8                 | 3,5              | 8                | 4,5              | 9                | 2,5              | 7                |
| IM    | Walter Wittmann      | Österreich   | –                | –                | –                | –                | –                | –                | –                | –                | –                | –                | –                | –                | –                | –                | –                 | –                 | 4,5              | 11               | 3,0              | 11               | –                | –                |

### Bundesliga
Diese Tabelle listet alle in der Schach-Bundesliga (ab 2003/04) eingesetzten Spieler des SK Fürstenfeld samt deren Abschneiden auf. Spieler, die zwar auf der Kaderliste standen, jedoch nicht zum Einsatz kamen, sind in dieser Liste nicht enthalten.
| Titel | Spieler             | Nationalität | 2003/04 2. Platz | 2003/04 2. Platz | 2004/05 3. Platz | 2004/05 3. Platz | 2005/06 10. Platz (A) | 2005/06 10. Platz (A) | 2009/10 6. Platz | 2009/10 6. Platz | 2010/11 4. Platz | 2010/11 4. Platz | 2011/12 4. Platz | 2011/12 4. Platz | 2012/13 | 2012/13 |
| Titel | Spieler             | Nationalität | P                | SP               | P                | SP               | P                     | SP                    | P                | SP               | P                | SP               | P                | SP               | P       | SP      |
| GM    | Csaba Balogh        | Ungarn       | 3,5              | 6                | 6                | 11               | 5,5                   | 11                    | –                | –                | –                | –                | –                | –                | –       | –       |
| IM    | Siegfried Baumegger | Österreich   | 7                | 10               | 5                | 11               | 4,5                   | 11                    | –                | –                | –                | –                | –                | –                | –       | –       |
|       | Adam Feher          | Ungarn       | –                | –                | –                | –                | –                     | –                     | –                | –                | –                | –                | 1,5              | 3                |         |         |
| GM    | Tibor Fogarasi      | Ungarn       | 4,5              | 8                | 5                | 11               | 4                     | 10                    | –                | –                | –                | –                | –                | –                | –       | –       |
| IM    | Attila Gergacz      | Ungarn       | –                | –                | –                | –                | 0,5                   | 3                     | –                | –                | –                | –                | –                | –                | –       | –       |
|       | Stefan Hatzl        | Österreich   | –                | –                | –                | –                | –                     | –                     | –                | –                | –                | –                | 2,5              | 4                |         |         |
| GM    | Imre Héra           | Ungarn       | –                | –                | –                | –                | –                     | –                     | –                | –                | 5,5              | 10               | 6                | 11               |         |         |
| FM    | Georg Kilgus        | Österreich   | –                | –                | –                | –                | –                     | –                     | 2,5              | 7                | 4,5              | 7                | –                | –                | –       | –       |
| IM    | Günter Kuba         | Österreich   | 5,5              | 11               | 7,5              | 11               | 3,5                   | 9                     | 3,5              | 7                | 3,5              | 5                | 4                | 8                |         |         |
| GM    | Igor Kurnossow      | Russland     | –                | –                | –                | –                | –                     | –                     | 7,5              | 11               | 6                | 11               | –                | –                | –       | –       |
| GM    | Wiktor Michalewski  | Israel       | –                | –                | –                | –                | –                     | –                     | 7,5              | 11               | 2,5              | 4                | –                | –                | –       | –       |
| GM    | József Pintér       | Ungarn       | 6                | 11               | 5,5              | 11               | 2,5                   | 7                     | 2                | 8                | 8,5              | 11               | 5,5              | 11               |         |         |
|       | Siegfried Posch     | Österreich   | 1,5              | 3                | –                | –                | –                     | –                     | –                | –                | –                | –                | –                | –                | –       | –       |
| FM    | Anton Postl         | Österreich   | 1                | 2                | –                | –                | 1                     | 2                     | –                | –                | 0                | 1                | 0                | 2                |         |         |
| IM    | Florian Pötz        | Österreich   | –                | –                | –                | –                | 0                     | 3                     | 3,5              | 6                | –                | –                | 2                | 4                |         |         |
|       | Georg Radnetter     | Österreich   | –                | –                | –                | –                | 0,5                   | 3                     | 2                | 2                | 0,5              | 3                | 2,5              | 4                |         |         |
| GM    | Richárd Rapport     | Ungarn       | –                | –                | –                | –                | –                     | –                     | –                |                  | 6,5              | 10               | 5,5              | 11               |         |         |
| GM    | Michael Roiz        | Israel       | –                | –                | –                | –                | –                     | –                     | 2,5              | 3                | –                | –                | –                | –                | –       | –       |
| IM    | Andreas Schenk      | Deutschland  | 4                | 7                | –                | –                | –                     | –                     | 5                | 7                | 2,5              | 4                | 5                | 8                |         |         |
| IM    | István Sipos        | Ungarn       | –                | –                | –                | –                | –                     | –                     | 0                | 1                | –                | –                | –                | –                | –       | –       |
| IM    | Markus Wach         | Österreich   | 5,5              | 7                | 8                | 11               | 5                     | 7                     | 1                | 3                | –                | –                | –                | –                |         |         |

## Erfolge
- Meister der Staatsliga B Süd: 1992
- Meister der 2. Bundesliga Mitte: 2009
- Steirischer Landesmeister: 2011